# Kloster St. Fides Grafenhausen
Das Kloster St. Fides Grafenhausen oder Kloster Grafenhausen war ein der Heiligen Fides von Agen geweihtes Benediktinerinnenkloster in Grafenhausen im Landkreis Waldshut im Südschwarzwald.

## Geschichte
Das Kloster wurde zusammen mit dem Kloster Wagenhausen im Jahr 1095 von Abt Sigfrid aus dem Schaffhauser Kloster Allerheiligen gegründet. Papst Urban II. bestätigte dem Kloster Allerheiligen den Besitz in Grafenhausen durch eine Bulle vom 8. Oktober 1095. Das stets von Allerheiligen abhängige Kloster war vor allem mit der Verwaltung dessen Besitztums im Schwarzwald betraut. Im 11. Jahrhundert kam es dann immer öfters zu Reibereien mit dem benachbarten Kloster St. Blasien. Nach einer langen Blütezeit verließ um 1470 die letzte Nonne das Kloster. Mit der Reformation in Schaffhausen war der Klosterbesitz in die städtische Hand gewechselt.
Nachdem das Pfarrhaus in Birkendorf, dem Grafenhausen kirchlich unterstellt war, baufällig wurde, bezog der von St. Blasien gestellte Geistliche das noch gut erhaltene Klostergebäude in Grafenhausen. Das Gebäude und die Klosterkirche St. Fides bestanden noch bis zum Brand 1622. Martin I. ließ dann zuerst die Kirche St. Fides neu errichten, an der Stelle des einstigen Klosters erbaute man später den Pfarrhof Grafenhausen. St. Blasien begründete 1736/66 die Benediktinerpropstei Grafenhausen, sie bestand bis zur Aufhebung 1806.

## Sonstiges
Im Jahr 1094 war das Kloster St. Fides in Schlettstadt gegründet worden.